# Waterloo, Quận Grant, Wisconsin
Waterloo là một thị trấn thuộc quận Grant, tiểu bang Wisconsin, Hoa Kỳ. Năm 2010, dân số của thị trấn này là 546 người.